# Puncturella billsae
Puncturella billsae är en snäckart som beskrevs av Perex Farfante 1947. Puncturella billsae ingår i släktet Puncturella och familjen nyckelhålssnäckor. Inga underarter finns listade i Catalogue of Life.